# Nicolas Winter
Nicolas Winter (* 15. Januar 1992) ist ein deutscher Fußballschiedsrichter und spezialisierter Video-Assistent.

## Karriere
Winter ist als DFB-Schiedsrichter im Verein SV 1920 Hagenbach zum Südwestdeutschen Fußballverband zugehörig. 2016 stieg er als Schiedsrichter in die 3. Liga auf, sein erstmaliger Einsatz erfolgte bei der Begegnung MSV Duisburg gegen Werder Bremen II am 10. September. Am 14. September 2019 debütierte er in der 2. Bundesliga bei der Partie 1. FC Heidenheim gegen Holstein Kiel.
Als Linienrichter in der zweiten Bundesliga war Winter bis 2019 tätig. In der Bundesliga wurde er außerdem als Vierter Offizieller eingesetzt.
Zu besonderer Medienaufmerksamkeit kam eine Spielleitung der dritten Liga, als Winter nach dem Halbzeitpfiff in der Begegnung FSV Zwickau gegen Rot-Weiss Essen von einem Zuschauer und ehemaligen Präsidiumsmitglied Bier über das Gesicht geschüttet wurde. Daraufhin wurde das Spiel beim Stand von 1:1 abgebrochen und im Nachhinein durch das DFB-Sportgericht mit 2:0 für Essen gewertet. Zudem erging eine Geldstrafe gegen den FSV Zwickau. Der Täter wurde zu einer Geldstrafe verurteilt und erhielt ein dreijähriges Stadionverbot.
Gemeinsam mit dem 3. Liga Schiedsrichter Patrick Kessel gründete Winter ein Joint Venture mit Riedel Communications, das unter anderem Headsets für die deutschen Bundesliga-Schiedsrichter herstellt. Auch die Refcam, die erstmals 2024 in der 1. Bundesliga von Daniel Schlager getestet worden ist, stammt aus dieser Unternehmenskooperation.
Nach der Saison 2024/25 beendete er seine aktive Karriere als Schiedsrichter. Er wird fortan nur noch als Video-Assistent in den Bundesligen eingesetzt.
Winter wohnt in Hagenbach und ist von Beruf Sportmanager.